# Бобринський Володимир Олексійович
Володимир Олексійович Бобринський (1824–1898 р.р.) — генерал-лейтенант (1870 р.), член Державної ради (1869–1871), учасник Кримської війни 1853–1856 р.р. і оборони Севастополя, гродненський губернатор (1862–1863 р.р.) і ковенський військовий губернатор (з 1863 р.), будівельник Петербурзько-Варшавської залізниці, заступник міністра (1868 р.) і міністр шляхів сполучення Російської імперії (1869–1871 р.р.), цукрозаводчик.

## Родовід
Належав до роду графів Бобринських. Син шталмейстера графа Олексія Олексійовича Бобринського (1800–1868) від шлюбу з графинею Софією Олександрівною Самойловою (1797–1866); онук першого графа Бобринського, правнук імператриці Катерини II.

## Життєвий шлях
Народився в Санкт-Петербурзі 2 (14) жовтня 1824 року. Володів разом з братами нерозділеними маєтками в Київській, Курській, Орловській, Симбірській, Тульській губерніях. Освіту здобув на юридичному факультеті Петербурзького університету, після закінчення якого в 1846 р. почав службу в Петербурзькому губернському правлінні, а з 1851 р. — в канцелярії Київського губернатора.

### Військова та політична кар'єра
У 1854 р., з початком Кримської війни 1853-56, вступив унтер-офіцером у Олександрійський гусарський полк. Брав участь у військових діях на Дунаї, в Криму, в облозі турецької фортеці Силістрія. У 1855 р. проведений в офіцери, а в квітні того ж року служить флігель-ад'ютантом у Паскевича Івана Федоровича, взяв участь в обороні Севастополя.
Після закінчення війни входив у оточення Паскевича Івана Федоровича,а в 1850-60-і рр.. виконував ряд особистих доручень імператора Олександра II, в тому числі з спостереження за проведенням селянської реформи 1861 р. в Тульській губернії. У 1862-63 рр.. граф стає Гродненським губернатором. З 1863 р., будучи Ковенським військовим губернатором, керував будівництвом частини Петербургсько-Варшавської залізниці від Вільно до Варшави.
У 1868 за особистим дорученням імператора Олександра II проводив ревізію Миколаївської та Московсько-Курської залізниць. По закінченні ревізії та розгляду виявлених ним зловживань, у червні 1868 призначений товаришем міністра шляхів сполучення (при міністрі П. П. Мельникову). З вимогою реконструкції (з метою збільшення вантажообігу хліба) Московсько-Рязанської, Рязано-Козловської і Орлово-Вітебської залізниць (з асигнуванням 9 млн руб.) виступив проти дій міністра П. П. Мельникова.

### Будівництво сполучень
У квітні 1869 — вересні 1871 виконував обов'язки міністра шляхів сполучення; одночасно, згідно з посадою, входив до складу Державної ради. Був прихильником залізничної політики міністра фінансів М. Х. Рейтерна. Сприяв посиленому залізничному будівництву (дозволено доробити 4700 верст рейкових шляхів). Активно займався перетворенням центральних установ міністерства на галузевих засадах, пропонував зосередити вирішення технічних і фінансових питань в Управлінні залізниць і Управлінні шосейних і водних сполучень. Запропонував створити Дорадчий комітет та Раду міністерства. Було прийнято Тимчасове положення 1870 року, яке регламентує діяльність усіх структур міністерства.
Вніс пропозиції щодо реорганізації округів шляхів сполучення. У 1869 році скликаний Перший з'їзд представників залізничних підприємств. Вважаючи казенну експлуатацію залізниць низькодоходною, відстоював передачу казенних залізниць в руки приватних компаній (за 1870-71 передано 1819 верст); в результаті його дій заборгованість приватних залізниць скарбниці в кінці 1871 склала 174 млн руб. Невдало намагався створити мережу вузькоколійних залізниць.

### Діяльність цукровопромисловця
У 1871 році вийшов у відставку, оселився в місті Сміла і цілковито присвятив себе сільському господарству і буряково-цукрової промисловості. Ще до початку Кримської війни  він був обраний Черкаським повітовим предводителем дворянства і керував Смілянським маєтком за життя батька. З сільськогосподарської діяльності графа слід відзначити введення в сівозміну значних посівів ярої, а потім озимої пшениці, яка з часом витіснила яру і посіла перше місце серед зернових культур південно-західного краю.
Але особливо багато праці і енергії присвятив турботам, підтримці й розвитку вітчизняної цукрової промисловості. Завдяки його вмінню і винахідливості буряково-цукрова  промисловость уникнула кризи, яка мігла б спричинити закриття безлічі невеликих буряко-цукрових заводів.
Результатом праць було видання урядом закону 20 листопада 1895 «Про деякі заходи щодо цукрової промисловості». Закон цей в суспільстві отримав назву «правительственной нормировки».
Помер холостим на 74 році життя в столиці свого «цукрового королівства» в місті Сміла Черкаського повіту Київської губернії .